# Guiseniers

Guiseniers este o comună în departamentul Eure, Franța. În 1 ianuarie 2022 avea o populație de 488 de locuitori.